# غرانفيل سميث
غرانفيل سميث (بالإنجليزية: Granville Smith)‏ (4 فبراير 1937 في المملكة المتحدة - ) هو لاعب كرة قدم بريطاني في مركز جناح. لعب مع نادي بريستول روفيرز ونيوبورت كونتي ونادي باث سيتي.